# Yitsḥaq bar Šemu’el ha-Lewi
Yitsḥaq bar Šemu’el ha-Lewi (auch: Yitsḥaq bar Mešulam ha-Lewi; geb. im 12. Jahrhundert; gest. nach 1223) war ein jüdischer Gelehrter.
Bekannt blieb er vor allem, weil er einer der Unterzeichner der Taqqanot Qehillot Šum war, einer gemeinsamen Rechtssammlung der SchUM-Städte, der jüdischen Gemeinden von Speyer, Worms und Mainz. Bei der zweiten Versammlung der Gemeinden, 1223, auf der über die Taqqanot Qehillot Šum beraten wurde, unterschrieb er als Vertreter der Gemeinde Worms. Ein in einer anderen Abschrift der Taqqanot Qehillot Šum genannter Yitsḥaq bar Mešulam ha-Lewi, über den sonst nichts bekannt ist, könnte mit ihm identisch sein, weil ein Übertragungsfehler vorliegt. Zusammen mit Qalonymus ben Geršom und Ele’azar bar Šemu’el bildete Yitsḥaq bar Mešulam ha-Lewi ein richterliches Dreiergremium. Mit Elieser ben Joel HaLevi stand er in Kontakt, wie eine erhaltene Response zeigt.